# Zuidkerkepolder
De Zuidkerkepolder is een polder binnen de kom van Breskens, behorende tot de Baarzandepolders.
Het slechts 9 ha metende poldertje werd geïnundeerd in 1583 en herdijkt in 1610. Het poldertje is in de loop der jaren geheel volgebouwd met Breskense woningen en bedrijven en is als zodanig niet meer in het landschap te herkennen.